# Messini
Messini (v moderní řečtině Μεσσήνη) je obecní jednotka (dimotiki enotita) a hlavní město (edra) okresu (dimos) stejného jména, Messini, který patří do regionu (perifereiaki enotita) Messénie, v kraji (perifereia) Peloponés, (jeden ze třinácti krajů, do kterých je Řecko rozděleno).
Asi 16 km severozápadně od města Messini jsou poblíž vesnice Mavromati zříceniny starověkého města Messene, s nimiž by se nemělo zaměňovat, protože nevzniklo přemístěním obyvatel tohoto starověkého města. V minulosti se Messini jmenovalo Nisi a na konci devatenáctého století změnilo svůj název na Messini.
Messini do značné míry přeneslo svou roli centrálního umístění na město Kalamata, které se nachází v bezprostřední blízkosti dále na východ a je odděleno pouze letištěm Kalamata a vesnicí Asprochoma, která patří ke Kalamatě.

## Geografie
Město Messini má rozlohu 84,6 km², zatímco okres stejného jména 565,6 km². Nedaleko se nachází hora Ithomi, dříve nazývaná Vurcano. Centrum města je 3 km od pobřeží Messenského zálivu a nachází se na pravém břehu řeky Pamisos. Největší a hlavní město Messenie, Kalamata, je 10 km východně. Do města vede státní silnice 82, která je spojuje s městy Pylos–Kalamata–Sparta. Mezinárodní letiště Kalamata je 2 km východně. Od roku 1892 má Messini železniční stanici, odbočku úzkorozchodné trati (1000 mm) linky Korint–Kalamata.

## Počet obyvatel
Messini je druhé největší město v Messénii. Podle sčítání lidu z roku 2011 má 6 287 obyvatel, zatímco stejnojmenný okres má 23 482 obyvatel. Demografická studie za posledních 40 let ukazuje, že změny v populaci nejsou významné:
| Rok sčítání | Počet obyvatel |
| ----------- | -------------- |
| 1981        | 6.854          |
| 1991        | 6.453          |
| 2001        | 6.912          |
| 2011        | 6.287          |

## Administrativní dělení
Okres Messini vznikl při správní reformě v roce 2010 a je rozdělen do osmi správních obcí:

Messini
Androusa
Epia
Aristomenis
Voufrates
Ithomi
Trikorfo
Pentalidi

## Historie

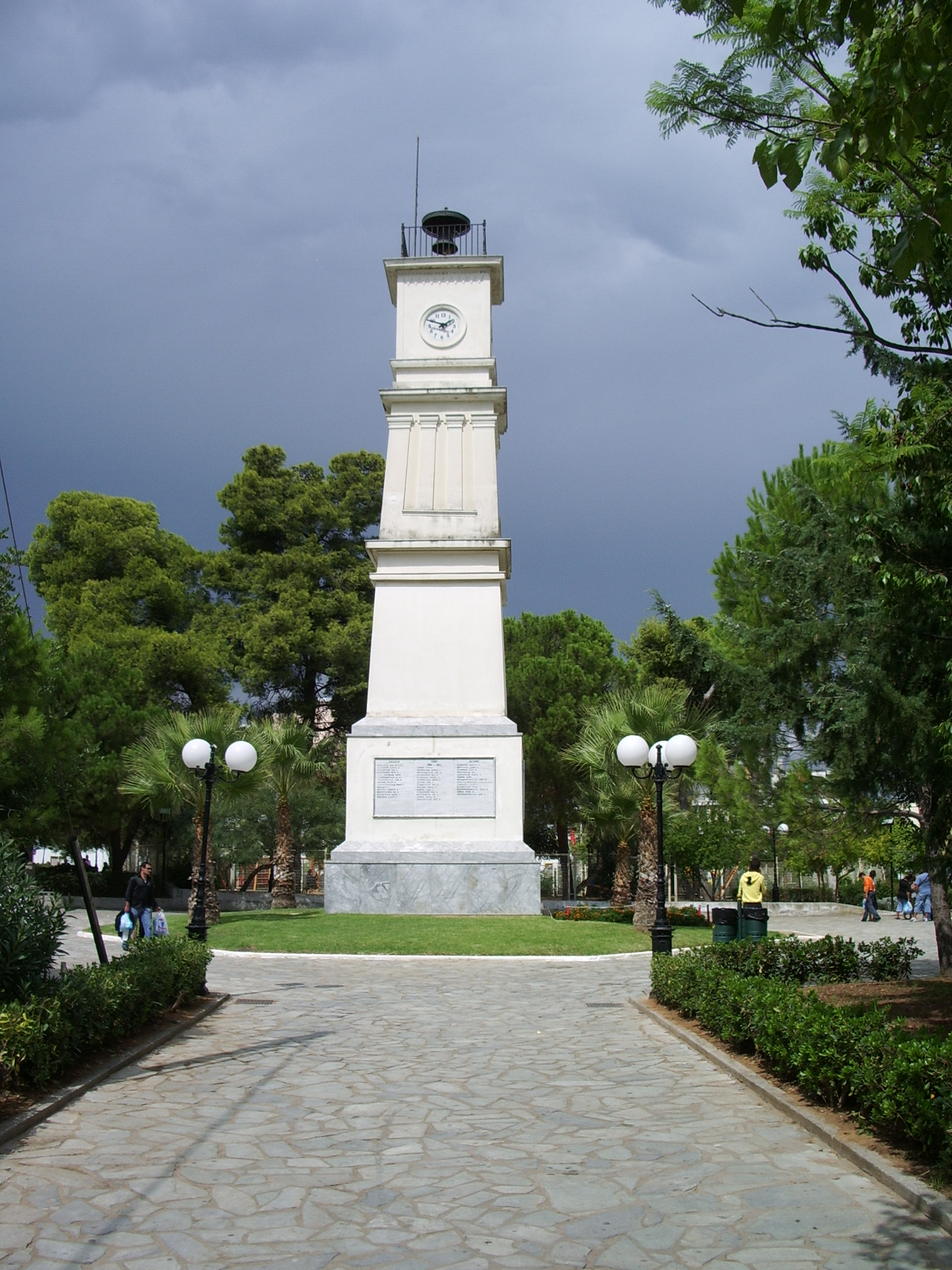
Messini, pomník na centrálním náměstí

Město Messini vzniklo ze starověké Nisi, osady na ostrově, od které pochází i jeho jméno (νήσος, nēsos, „ostrov“). Tento ostrov vznikl u ústí řeky Pamisos. Mezi lety 1205 až 1432 byl pod franskou nadvládou v provincii Achaia, kde v oblastech Messénie a Elis žilo čtyřicet populací. Obyvatelé v té době byli směsicí řeckých a slovanských křesťanů, což se odráží v toponymech sousedních lokalit. Po roce 1432, kdy padla Východořímská říše, se dostalo pod nadvládu Osmanské říše a část obyvatelstva byla tureckého původu.
11. června 1846 byly město a okolní vesnice zničeny při zemětřesení o síle 7,0 M stupnice.

V roce 1867 vláda Řecka změnila jeho název na Messini. Vydavatelství Baedeker specializující se na cestovní průvodce, odkazovalo na toto město výrazem „Nisi, nyní pod oficiálním názvem Messini“ a tento odkaz byl používán v mnoha dalších průvodcích ještě na počátku dvacátého století.

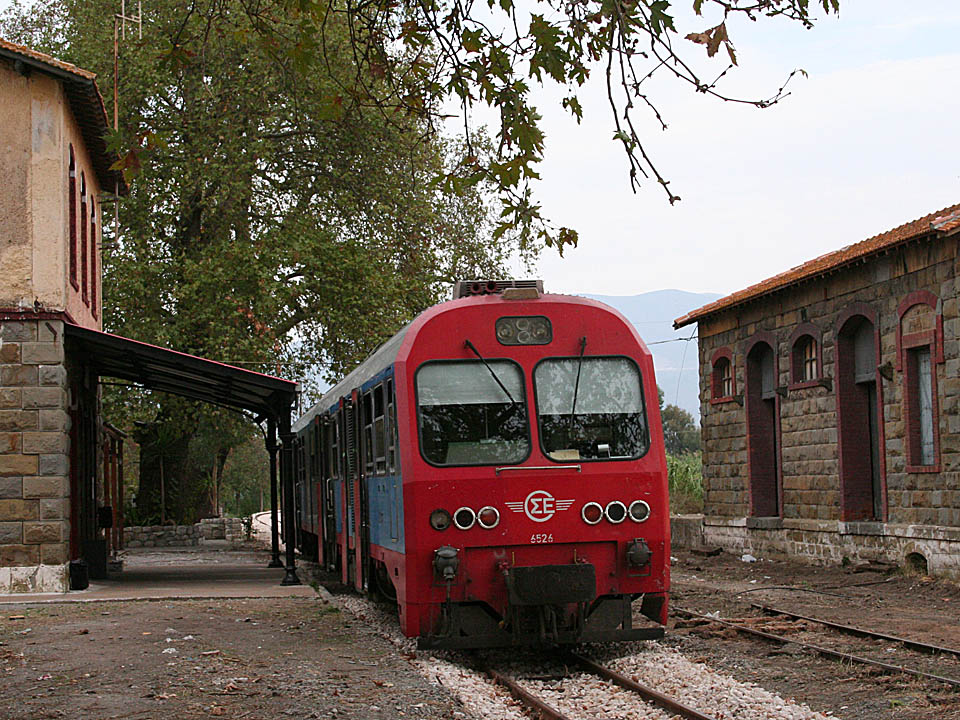
Messini, železniční stanice

## Význačné osobnosti města
- Michail Stasinopoulos (1903–2002), prezident Řecka
- Ioannis Alevras (1912–1995), zastupující prezident Řecka v březnu 1985
- Pol Dimitrios Spanos (* 1950), americký inženýr
- Vasilis Leventis (* 1951), řecký politik a předseda politické strany Enosi Kendroon. (Unie centristů).
- Louis Tsatoumas (* 1982), řecký atlet, držitel řeckého rekordu ve skoku dalekém